# Gerhard Rübenkönig
Gerhard Rübenkönig (* 24. September 1942 in Heckershausen) ist ein ehemaliger deutscher Politiker (SPD). Er war von 1994 bis 2005 für drei Wahlperioden Mitglied des Deutschen Bundestages. 

## Leben
Rübenkönig besuchte die Volksschule und machte danach eine Ausbildung zum Maschinenschlosser in Kassel. Über den zweiten Bildungsweg erreichte er die Fachhochschulreife und studierte das Fach Fertigungstechnik. Nach einer Fortbildung wurde er schließlich Betriebsingenieur bei Mercedes-Benz, wo er 1964 als Fertigungsplaner eingetreten war. Im Jahr 1978 wurde er dort letztlich Betriebsleiter der Produktion.

## Politik
Rübenkönig trat bereits 1958 der IG Metall an und war auch von 1960 bis 1966 deren Jugendvertreter und Mitglied des Betriebsrates bei AEG, wo er seine Ausbildung gemacht hatte. Im Jahr 1969 trat er dann der SPD bei und wurde 1984 erster Vorsitzender des Ortsvereins Heckershausen. Nach mehreren lokalpolitischen Posten, wurde er bei der Bundestagswahl 1994 für den Wahlkreis Kassel in den Deutschen Bundestag gewählt. In der dreizehnten Legislaturperiode war er ordentliches Mitglied des Ausschusses für Post und Telekommunikation und in der vierzehnten Mitglied des Haushaltsausschusses. Bei den Wahlen 1998 und 2002 wurde er als Direktkandidat seines Wahlkreises wiedergewählt. Er war Vorsitzender des Rechnungsprüfungsausschusses des Deutschen Bundestages und Vorsitzender des Parlamentarischen Gesprächskreises Transrapid. 2005 schied er aus dem Bundestag aus, da es Hans Eichel gelang, Rübenkönig als Direktkandidat zu verdrängen. Im Jahr 2011 kehrte er nochmals in die Kommunalpolitik zurück und kandidierte in Ahnatal für die Gemeindevertretung.

## Ehrungen
- 2022: Verdienstkreuz am Bande des Verdienstordens der Bundesrepublik Deutschland[3]